# San Gabriel, Sinaloa
San Gabriel är en ort i Mexiko.   Den ligger i kommunen Guasave och delstaten Sinaloa, i den västra delen av landet, 1 200 km nordväst om huvudstaden Mexico City. San Gabriel ligger 18 meter över havet och antalet invånare är 585.
Terrängen runt San Gabriel är mycket platt. Runt San Gabriel är det ganska tätbefolkat, med 100 invånare per kvadratkilometer. Närmaste större samhälle är Guasave, 4,3 km norr om San Gabriel. Trakten runt San Gabriel består till största delen av jordbruksmark.